# Hypotrachyna andensis
Hypotrachyna andensis är en lavart som beskrevs av Hale. Hypotrachyna andensis ingår i släktet Hypotrachyna och familjen Parmeliaceae.   Inga underarter finns listade i Catalogue of Life.